# Evangelisch-Lutherisches Dekanat Kempten
Das Evangelisch-Lutherische Dekanat Kempten ist einer der achtzehn Dekanatsbezirke des Kirchenkreises Schwaben-Altbayern. Bis zu dessen Fusion 2025 gehörte es dem Kirchenkreis Augsburg an. Der Dekanatsbezirk wird durch Dekanin Dorothee Löser geleitet. Mit einer Fläche von 3000 km² ist der Dekanatsbezirk größer als das Saarland. Er umfasst die kreisfreien Städte Kempten (Allgäu) und Kaufbeuren sowie die Landkreise Oberallgäu, Ostallgäu (ohne Buchloe) und Lindau (Bodensee).

## Geschichte
In den Reichsstädten Kaufbeuren, Kempten und Lindau hatte sich schon im ersten Drittel des 16. Jahrhunderts die Reformation durchgesetzt. Das reichsstädtische Kirchenwesen war vor der bayerischen Zeit von den Städten selbst verwaltet worden. Das Dekanat wurde am 7. Dezember 1810 errichtet. Kaufbeuren kam 1816 aus dem Dekanat Memmingen hinzu, dafür wurden Theinselberg und die reformierten Gemeinden Grönenbach und Herbishofen dorthin abgegeben.
In den weiteren Orten des Gebiets entstanden erst ab dem 19. Jahrhundert, überwiegend erst nach dem Ende des Zweiten Weltkriegs, evangelische Kirchengemeinden.

## Kirchengemeinden
- Bad Hindelang, Dreifaltigkeitskirche
- Fischen im Allgäu, Zum Guten Hirten
- Füssen, Christuskirche
- Hirschegg, Kreuzkirche (Österr., Vikariat der Christuskirche Oberstdorf)
- Kempten (Allgäu)
  - Kempten, St. Mang (1426–1428)
  - Kempten, Christuskirche
  - Kempten, Johanneskirche
  - Kempten, Markuskirche (mit Magnuskapelle (Altusried))
  - Kempten, Matthäuskirche
  - Waltenhofen
- Immenstadt-Blaichach
  - Immenstadt im Allgäu, Erlöserkirche
  - Blaichach, Stephanuskirche
- Kaufbeuren, Dreifaltigkeitskirche (1604)
- Lechbruck, Himmelfahrtskirche
- Lindau (Bodensee)
  - Lindau, St. Stephan (1781/1783)
  - Lindau, Christuskirche
  - Lindau-Reutin, St. Verena
  - Lindau, Versöhnerkirche
- Lindenberg im Allgäu, Johanneskirche
- Marktoberdorf, Johanneskirche
- Neugablonz, Christuskirche
- Obergünzburg, Elisabethenkirche
- Oberstaufen, Heilig-Geist-Kirche
- Oberstdorf, Christuskirche
- Pfronten, Auferstehungskirche
- Scheidegg, Auferstehungskirche und Weiler, Kreuzkirche
- Sonthofen, Täufer-Johannis-Kirche
- Wasserburg, St. Johannes